# World Archery Federation

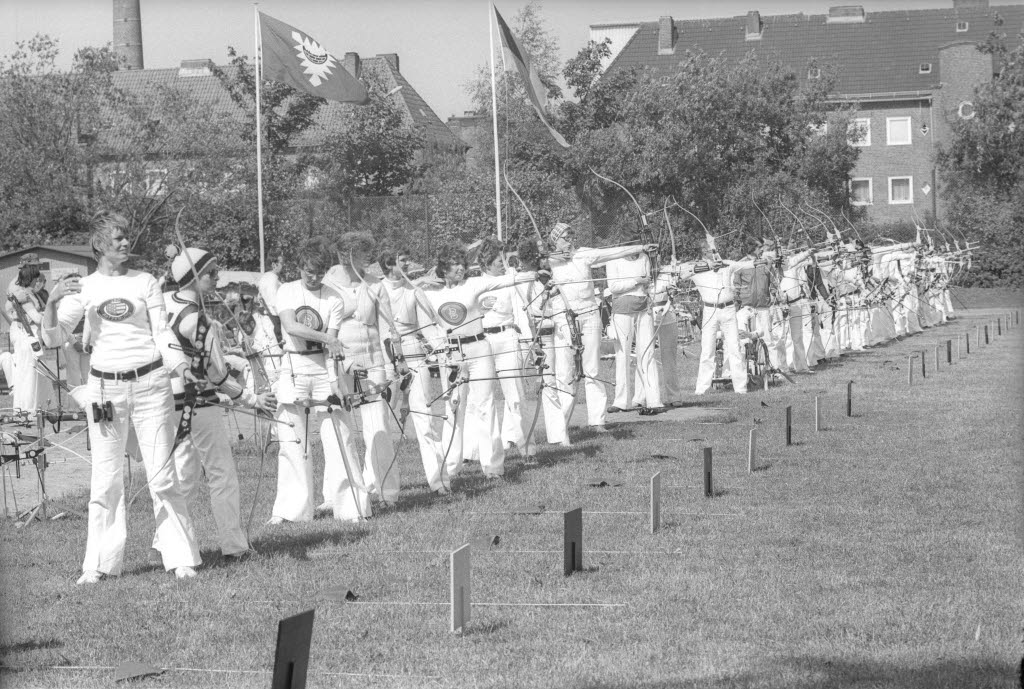
FITA-Bogenturnier zur Kieler Woche 1978

Die World Archery Federation (WA) ist der weltweit größte Dachverband der Sportbogenschützen und einziger Verband, der zu den Olympischen Spielen zugelassen ist. Der Verband wurde 1931 in Lemberg, damals Polen, heute Ukraine, als Fédération Internationale de Tir à l’Arc (FITA) gegründet und trug diesen Namen bis zum Jahre 2011.
Auf der Delegiertenversammlung im Juli 2011 wurde die Umbenennung in World Archery Federation beschlossen. Für die Umbenennung stimmten 88 Prozent der anwesenden Delegierten.
Sitz der World Archery Federation ist das Maison du Sport International in Lausanne (Schweiz).

## Aufgaben
Zu den Aufgaben der World Archery Federation gehören die Ausrichtung internationaler Wettkämpfe und die Herausgabe und Überarbeitung eines einheitlichen Regelwerkes für den Bogensport. Die WA organisiert Weltmeisterschaften im Bogenschießen für die Target-Wettbewerbe im Freien und der Halle, im Feldbogenschießen und im 3D-Bogenschießen.
Die WA versucht auch Einfluss auf die Entwicklung des Bogensports in der Welt zu nehmen. Als besonderes Feld beschäftigt sie sich dabei mit dem Kampf um den Erhalt des Bogenschießens als olympische Disziplin sowie die Erweiterung des olympischen Programms um das Bogenschießen mit dem Compoundbogen. Der Erhalt von Bogenschießen als olympische Disziplin ist von besonderem Interesse, da hier im Vergleich zum sonstigen öffentlichen Interesse (Fernsehübertragungen und andere Berichterstattung) eine erhöhte Publikumswirkung erzielt wird. Um diesem Kampf um Aufmerksamkeit Rechnung zu tragen, wurde in den vergangenen Jahren schon das Weltcup-System eingeführt.

## Präsidenten der WA (FITA)
- 1931: Mieczysław Fularski ( Polen)
- 1931–1939: Bronisław Pierzchała ( Polen)
- 1946–1949: Paul Demare ( Frankreich)
- 1949–1957: Henry Kjellson ( Schweden)
- 1957–1961: Oscar Kessels ( Belgien)
- 1961–1977: Inger K. Frith ( Vereinigtes Königreich)
- 1977–1989: Francesco Gnecchi-Ruscone ( Italien)
- 1989–2005: James L. Easton ( Vereinigte Staaten)
- Seit 2005: Uğur Erdener ( Türkei)

## Mitgliedsverbände
Zurzeit gehören der WA 168 nationale Verbände an. Das sind zwei weniger, als im Februar 2023. Deutschland wird in der WA durch den Deutschen Schützenbund (DSB) vertreten. Die Bogensportler aus Österreich werden vom Österreichischen Bogensportverband (ÖBSV) vertreten. Für die Schweiz ist die SwissArchery Association Mitglied der WA.
Mit dem Beitritt zur WA erkennen die Mitgliedsverbände das Reglement der WA an und verpflichten sich das Reglement in die eigene Sportordnung zu übernehmen.